# Réseau pour le verdissement du système financier
Le Réseau pour le verdissement du système financier, plus connu sous le nom de Network for Greening the Financial System (ou NGFS) est un réseau de 114 banques centrales et superviseurs financiers, qui s'est constitué pour accélérer le développement de finance verte et à produire des recommandations sur le rôle des banques centrales face au changement climatique. Le NGFS a été créé en 2017 et son secrétariat est hébergé par la Banque de France.
Son président actuel est Ravi Menon, directeur général de l'Autorité monétaire de Singapour. Le NGFS a été élu meilleure initiative verte de l'année 2020 par Centralbanking.com.
Selon sa charte, le NGFS doit « définir, promouvoir et contribuer au développement de meilleures pratiques à mettre en œuvre au sein et en dehors des membres du NGFS et de mener ou de commander des travaux d'analyse sur la finance verte. »
Le NGFS a été annoncé lors du « One Planet Summit » de Paris en décembre 2017, et lancé par huit banques centrales fondatrices, sous la direction du gouverneur de la Banque de France François Villeroy de Galhau, de Frank Elderson de la Banque centrale néerlandaise et de l'ancien gouverneur de la Banque d'Angleterre Mark Carney.

## Travail et activités
Le NGFS organise des événements et encadre des travaux recherches, sur la prise en compte du changement climatique, de ses enjeux et de ses coûts, par la Finance notamment.

### Recommandations aux banques centrales et aux autorités de contrôle
En 2021, le NGFS a identifié neuf options politiques qui pourraient être choisies par les banques centrales pour aligner leur politique monétaire sur les objectifs climatiques planétaires.
Les travaux du NGFS sont actuellement organisés autour de quatre workstreams (WS) et deux task forces (TF) :
- WS « Supervision », présidé par Tolga Yalkin du Bureau du surintendant des institutions financières ;
- WS « Conception et analyse de scénarios », présidé par Livio Stracca de la Banque centrale européenne ;
- WS « Politique monétaire », présidé par James Talbot de la Banque d'Angleterre ;
- WS « Net Zero pour les banques centrales », coprésidé par Paolo Angelini de la Banque d'Italie et Mme Simone Robbers de la Reserve Bank of New Zealand ;
- TF « Risques liés à la nature », co-présidé par Emmanuelle Assouan de la Banque de France et Saskia de Vries de la Banque des Pays-Bas
- TF « Renforcement des capacités et formation », coprésidé par Madelena Mohamed de la Banque centrale de Malaisie et Jeffery Yong de la Banque des règlements internationaux.

### Scénarios climatiques

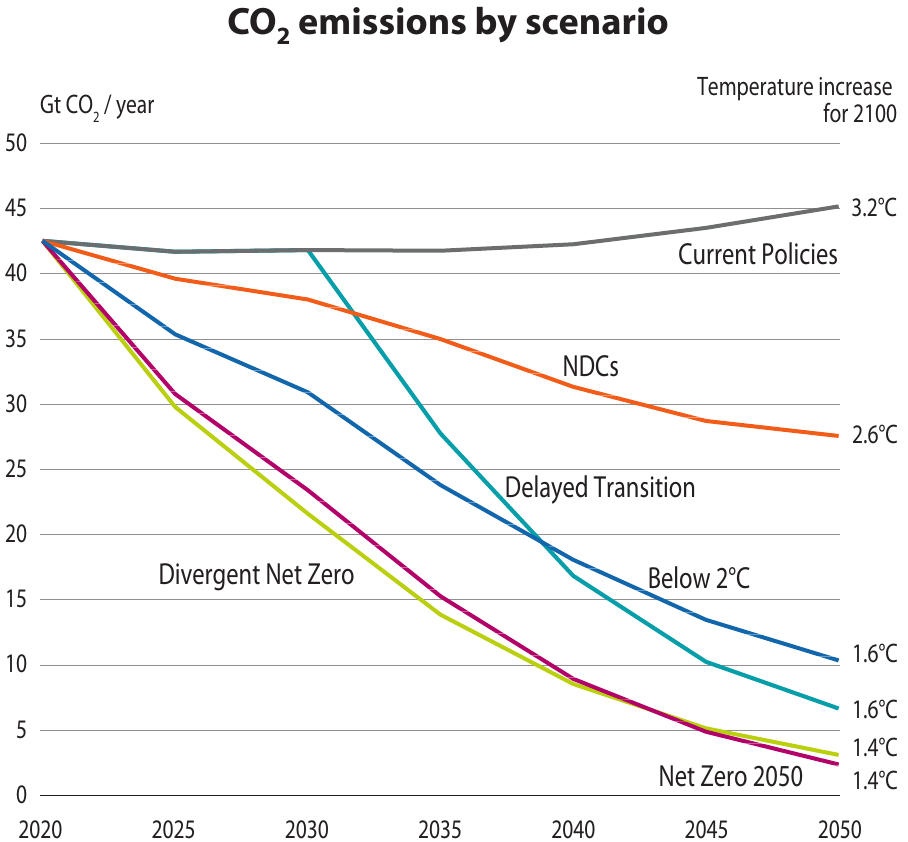
Émissions annuelles de gaz à effet de serre dans les différents scénarios climatiques du NGFS, 2022.

En juin 2020, le NGFS a présenté ses premiers scénarios climatiques, basés sur les trois modèles d'évaluation intégrés :
1. REMIND- MAgPIE (Potsdam-Institut für Klimafolgenforschung),
2. GCAM (Université du Maryland)
3. MESSAGEix-GLOBIOM (International Institute for Applied Systems Analysis).

Leurs résultats ont été intégrés au modèle NiGEM (Institut national de recherche économique et sociale) pour mener des analyses macroéconomiques plus approfondies sur l'inflation ou le chômage.
En outre, les données climatiques fournies par Climate Analytics et l'ETH Zurich sont publiées,,,,.
Depuis juin 2020, le NGFS propose ces scénarios comme base commune d'analyser du risque climatique dans le secteur de l'économie et de la finance.
Des données élargies et mises à jour ont été publiées les deux années suivantes, avec six scénarios ont été examinés :
les « Politiques actuelles » considèrent uniquement les politiques climatiques déjà mises en œuvre, tandis que les « CDN » supposent que les engagements volontaires de contributions déterminées au niveau national sont respectés. « En dessous de 2 °C » suppose qu'un objectif de deux degrés conformément à l'Accord de Paris sera atteint, tandis que « Net Zero 2050 » suppose qu'un objectif de 1,5 degrés sera atteint grâce à des politiques climatiques précoces et coordonnées à l'échelle mondiale. La « transition retardée » suppose des politiques climatiques plus strictes seulement à partir de 2030, tandis que le « zéro net divergent » envisage une adaptation climatique différente au niveau régional et sectoriel.

## Réactions
Finance Watch reconnait, au NGFS « le mérite d'avoir sensibilisé les banques centrales au thème du changement climatique »  et une position « au cœur des efforts visant à préparer le système financier aux conséquences du changement climatique et à soutenir les objectifs de l’Accord de Paris » ainsi que d’avoir compris l’importance de produire des scenarii, « essentiels pour offrir une fenêtre sur différents futurs plausibles ».
Ils servent de référence aux analyses de scénarios, parfois baptisées (à tort)  « stress tests pour le climat», faites par de nombreuses banques centrales pour évaluer la résilience au climat changement des institutions financières qu’elles sont chargées de surveiller, mais au regard des tendances (+3°C environ) et des rapports du GIEC, selon Finance Watch, les scenarii mis en avant par le NGFS ne sont déjà plus plausibles.
Le NGFS a conçu un groupe de scénarios climatiques hypothétiques classés en 4 catégories :
1. scénarios ordonnés, où des politiques climatiques ont été introduites et mises en œuvre tôt, devenant ensuite de plus en plus strictes. Les risques physiques et de transition y sont jugés relativement modérés.
2. scénarios désordonnés,  où la transition expose à des risques plus élevés en raison de politiques retardées ou divergentes entre les pays et les secteurs. Les prix du carbone y sont généralement plus élevés pour un résultat de température donné.
3. scénarios de « serre chaude », où certaines politiques climatiques sont mises en œuvre dans certaines juridictions, mais sans que la somme des efforts mondiaux suffise à stopper le dépassement de seuils critiques de température (=> risques graves et irréversibles dont liées à la montée de la mer.
4. scénarios où les politiques sont trop peu nombreuses et trop tardives, entrainant un monde de catastrophes.

Selon FinanceWatch, dans un monde composé de centaines de pays, pour la plupart peu coopératifs, le problème est, dans le meilleur des cas, très difficile et, diraient les pessimistes, impossible à résoudre. Le sixième rapport du giec (2023) montre un scenario de serre chaude comme le plus probable, avec des risques physiques graves et des impacts irréversibles. La principale différence entre l'approche GIEC et l’approche NGFS est que « les impacts irréversibles ne se limitent pas à l’élévation du niveau de la mer mais s’étendent aux sécheresses, à la désertification et, plus important encore, au fait qu’ "environ 3,3 à 3,6 milliards de personnes vivent dans des contextes hautement vulnérables au changement climatique", ce qui se traduira inexorablement par un très grand nombre de migrants climatiques et par le chaos et une perturbation inévitables des sociétés humaines. Pour le GIEC, "les estimations des émissions futures de CO2 provenant des infrastructures de combustibles fossiles existantes, sans réduction supplémentaire, dépassent déjà le budget carbone restant pour limiter le réchauffement à 1,5°C" 11 ; il y a "une fenêtre d’opportunité qui se rétrécit rapidement pour permettre un développement résilient au changement climatique" ».

## Gouvernance et adhésion
Aujourd'hui, le NGFS compte 75 membres et 13 observateurs.
| Name                                                            | Membreship       | Join date |
| --------------------------------------------------------------- | ---------------- | --------- |
| Banque de France and ACPR                                       | Membre permanent | 2017      |
| Bank of England                                                 | Membre permanent | 2017      |
| De Nederlandsche Bank                                           | Membre permanent | 2017      |
| Austrian Financial Market Authority                             |                  |           |
| Banco Central de Costa Rica                                     |                  | 2019      |
| Banca d’Italia                                                  |                  |           |
| Banco de México                                                 | Membre permanent |           |
| Banco de España                                                 |                  | 2018      |
| Banco de la República (Central Bank of Colombia)                |                  | 2019      |
| Banco de Portugal                                               |                  | 2018      |
| Bank Al-Maghrib                                                 |                  | 2018      |
| Bank Indonesia                                                  |                  | 2019      |
| Bank Negara Malaysia (Central Bank of Malaysia)                 |                  | 2018      |
| Bank of Canada                                                  |                  |           |
| Bank of Finland                                                 |                  | 2018      |
| Bank of Greece                                                  |                  |           |
| Bank of Israel                                                  |                  |           |
| Bank of Japan                                                   |                  | 2019      |
| Bank of Korea                                                   |                  | 2019      |
| Bank of Mauritius                                               |                  | 2020      |
| Bank of Slovenia                                                |                  |           |
| Bank of Thailand                                                |                  | 2019      |
| Banque Centrale de Tunisie                                      |                  | 2019      |
| Banque centrale du Luxembourg                                   |                  | 2018      |
| Bank of Estonia                                                 |                  | 2020      |
| Bank of Latvia                                                  |                  | 2020      |
| Bank of Lithuania                                               |                  | 2020      |
| Bank of Russia                                                  |                  | 2019      |
| Bangko Sentral ng Pilipinas                                     |                  | 2020      |
| Central Bank of Brazil                                          |                  | 2020      |
| Bundesanstalt für Finanzdienstleistungsaufsicht (BaFin)         | Membre permanent | 2017      |
| Bank of Mauritius                                               |                  |           |
| Central Bank of Armenia                                         |                  | 2020      |
| Central Bank of Cyprus                                          |                  | 2020      |
| Central Bank of Hungary                                         |                  |           |
| Central Bank of Malta                                           |                  |           |
| Central Bank of Seychelles                                      |                  |           |
| Central Bank of West African States                             |                  | 2020      |
| Comision Nacional Bancaria y de Valores                         |                  | 2019      |
| Comisión para el Mercado Financiero de Chile                    |                  | 2019      |
| Commission de contrôle des activités financières (Monaco)       |                  |           |
| Commission de Surveillance du Secteur Financier (Luxembourg)    |                  |           |
| Danish Financial Supervisory Authority                          |                  | 2020      |
| Danmarks Nationalbank                                           |                  |           |
| Department of Financial Services (DFS) of the State of New York |                  | 2019      |
| Deutsche Bundesbank                                             | Membre permanent | 2017      |
| Dubai Financial Services Authority                              |                  |           |
| European Banking Authority (EBA)                                |                  | 2018      |
| European Central Bank (ECB)                                     | Membre permanent | 2018      |
| European Insurance and Occupational Pensions Authority (EIOPA)  |                  |           |
| Federal Reserve Bank of the United States                       | Membre permanent | 2020      |
| Finansinspektionen (Swedish FSA)                                | Membre permanent | 2017      |
| Finanstilsynet (Norwegian FSA)                                  |                  |           |
| Guernsey Financial Services Commission                          |                  | 2019      |
| Isle of Man Financial Services Authority                        |                  | 2020      |
| Istituto per la Vigilanza sulle Assicurazioni (IVASS)           |                  |           |
| Hong Kong Monetary Authority                                    | Membre fondateur | 2017      |
| Japan FSA                                                       |                  | 2018      |
| Malta Financial Services Authority                              |                  | 2020      |
| Monetary Authority of Singapore                                 | Membre permanent | 2017      |
| Národná banka Slovenska                                         |                  | 2019      |
| National Bank of Belgium                                        |                  | 2018      |
| National Bank of Cambodia                                       |                  | 2020      |
| National Bank of Georgia                                        |                  | 2020      |
| National Bank of Romania                                        |                  |           |
| Norges Bank                                                     |                  | 2018      |
| Oesterreichische Nationalbank (OeNB)                            |                  | 2018      |
| People's Bank of China                                          | Membre permanent | 2017      |
| Reserve Bank of Australia                                       |                  | 2018      |
| Reserve Bank of New Zealand                                     |                  | 2018      |
| South African Reserve Bank                                      |                  |           |
| Superintendencia Financiera De Colombia                         |                  |           |
| Sveriges Riksbank                                               |                  | 2018      |
| Swiss Financial Market Supervisory Authority (FINMA)            |                  |           |
| Swiss National Bank                                             |                  |           |
| Asian Development Bank                                          | Observer         |           |
| Bank for International Settlement                               | Observer         | 2018      |
| Basel Committee on Banking Supervision                          | Observer         |           |
| European Bank for Reconstruction and Development                | Observer         | 2018      |
| International Organization of Securities COmmission (IOSCO)     | Observer         | 2019      |
| European Investment Bank                                        | Observer         |           |
| IDB (Inter-American Development Bank)                           | Observer         | 2019      |
| International Association of Insurance Supervisors              | Observer         |           |
| International Monetary Fund                                     | Observer         | 2019      |
| NIB (Nordic Investment bank)                                    | Observer         |           |
| Organisation for Economic Cooperation and Development (OECD)    | Observer         | 2018      |
| Sustainable Insurance Forum                                     | Observer         | 2018      |
| World Bank and the International Finance Corporation            | Observer         | 2018      |
| Reserve Bank of India                                           |                  | 2021      |
| National Bank of Serbia                                         | Membre           | 2021      |